# La Colombe (Loir-et-Cher)
Pour les articles homonymes, voir La Colombe.
La Colombe est une commune historique du nord du Loir-et-Cher (région Centre-Val de Loire), reléguée au statut de commune déléguée depuis 2016 et la fusion administrative avec 6 de ses communes voisines afin de créer la commune nouvelle de Beauce la Romaine, dont le chef-lieu se trouve à Ouzouer-le-Marché.

## Géographie

### Lieux-dits et écarts
- Citeaux, le Plessis, la Gahandière, Villecelier.

## Toponymie
- La Combe en 1793, La Colombe en 1801[2].

## Histoire

### Moyen Âge
En tant que la huitième fille directe de l'abbaye de Cîteaux, l'abbaye cistericienne de l'Aumône, dit le Petit Cîteaux, fut fondée en 1121, dans la forêt de Cîteaux près du village de la Colombe.
Le samedi 25 août 1481, le roi Louis XI visita cette abbaye cistercienne.

### Après la Révolution
Absorption entre 1790-1794 de la Gahandière.

### Depuis 2016
En 2016, La Colombe fusionne avec six de ses communes voisines, à savoir Ouzouer-le-Marché, Membrolles, Prénouvellon, Semerville, Tripleville et Verdes, pour ainsi former la commune nouvelle de Beauce la Romaine.

## Politique et administration

### Liste des maires
| Période                                  | Période       | Identité                       | Étiquette | Qualité |
| ---------------------------------------- | ------------- | ------------------------------ | --------- | ------- |
| Les données manquantes sont à compléter. |               |                                |           |         |
| mars 2008                                | décembre 2015 | Anne-Marie Caqueret-Micheletto |           |         |

Depuis 2016 et la création de Beauce la Romaine, le maire élu à la Colombe est maire délégué au maire de la commune nouvelle.
| Période                                  | Période  | Identité                       | Étiquette | Qualité                                                               |
| ---------------------------------------- | -------- | ------------------------------ | --------- | --------------------------------------------------------------------- |
| Les données manquantes sont à compléter. |          |                                |           |                                                                       |
| janvier 2016                             | en cours | Anne-Marie Caqueret-Micheletto |           | Reconduite à la création de la commune nouvelle, puis réélue en 2020. |

## Population et société

### Démographie
L'évolution du nombre d'habitants est connue à travers les recensements de la population effectués dans la commune depuis 1793. À partir du 1er janvier 2009, les populations légales des communes sont publiées annuellement dans le cadre d'un recensement qui repose désormais sur une collecte d'information annuelle, concernant successivement tous les territoires communaux au cours d'une période de cinq ans. 
Pour les communes de moins de 10 000 habitants, une enquête de recensement portant sur toute la population est réalisée tous les cinq ans, les populations légales des années intermédiaires étant quant à elles estimées par interpolation ou extrapolation. Pour la commune, le premier recensement exhaustif entrant dans le cadre du nouveau dispositif a été réalisé en 2006,.
En 2013, la commune comptait 214 habitants, en évolution de +16,94 % par rapport à 2008 (Loir-et-Cher : +1,74 %, France hors Mayotte : +2,49 %).
| 1793 | 1800 | 1806 | 1821 | 1831 | 1836 | 1841 | 1846 | 1851 |
| ---- | ---- | ---- | ---- | ---- | ---- | ---- | ---- | ---- |
| 420  | 407  | 389  | 431  | 456  | 506  | 479  | 506  | 516  |

| 1856 | 1861 | 1866 | 1872 | 1876 | 1881 | 1886 | 1891 | 1896 |
| ---- | ---- | ---- | ---- | ---- | ---- | ---- | ---- | ---- |
| 508  | 511  | 515  | 460  | 454  | 462  | 462  | 467  | 451  |

| 1901 | 1906 | 1911 | 1921 | 1926 | 1931 | 1936 | 1946 | 1954 |
| ---- | ---- | ---- | ---- | ---- | ---- | ---- | ---- | ---- |
| 431  | 402  | 398  | 310  | 287  | 296  | 287  | 287  | 269  |

| 1962 | 1968 | 1975 | 1982 | 1990 | 1999 | 2006 | 2011 | 2013 |
| ---- | ---- | ---- | ---- | ---- | ---- | ---- | ---- | ---- |
| 227  | 212  | 193  | 149  | 127  | 119  | 169  | 205  | 214  |

### Pyramide des âges
La population de la commune est relativement âgée. Le taux de personnes d'un âge supérieur à 60 ans (28,4 %) est en effet supérieur au taux national (21,6 %) et au taux départemental (26,3 %).
Contrairement aux répartitions nationale et départementale, la population masculine de la commune est supérieure à la population féminine (50,3 % contre 48,4 % au niveau national et 48,6 % au niveau départemental).
La répartition de la population de la commune par tranches d'âge est, en 2007, la suivante :
- 50,3 % d’hommes (0 à 14 ans = 22,4 %, 15 à 29 ans = 12,9 %, 30 à 44 ans = 23,5 %, 45 à 59 ans = 16,5 %, plus de 60 ans = 24,7 %) ;
- 49,7 % de femmes (0 à 14 ans = 19 %, 15 à 29 ans = 11,9 %, 30 à 44 ans = 25 %, 45 à 59 ans = 11,9 %, plus de 60 ans = 32,1 %).

| Hommes | Classe d’âge | Femmes |
| ------ | ------------ | ------ |
| 0,0    | 90 ans ou +  | 1,2    |
| 9,4    | 75 à 89 ans  | 10,7   |
| 15,3   | 60 à 74 ans  | 20,2   |
| 16,5   | 45 à 59 ans  | 11,9   |
| 23,5   | 30 à 44 ans  | 25,0   |
| 12,9   | 15 à 29 ans  | 11,9   |
| 22,4   | 0 à 14 ans   | 19,0   |

| Hommes | Classe d’âge | Femmes |
| ------ | ------------ | ------ |
| 0,6    | 90 ans ou +  | 1,6    |
| 8,3    | 75 à 89 ans  | 11,5   |
| 14,8   | 60 à 74 ans  | 15,7   |
| 21,4   | 45 à 59 ans  | 20,6   |
| 20,3   | 30 à 44 ans  | 19,2   |
| 16,2   | 15 à 29 ans  | 14,7   |
| 18,5   | 0 à 14 ans   | 16,7   |

## Économie
- Exploitations agricoles.

## Culture locale et patrimoine

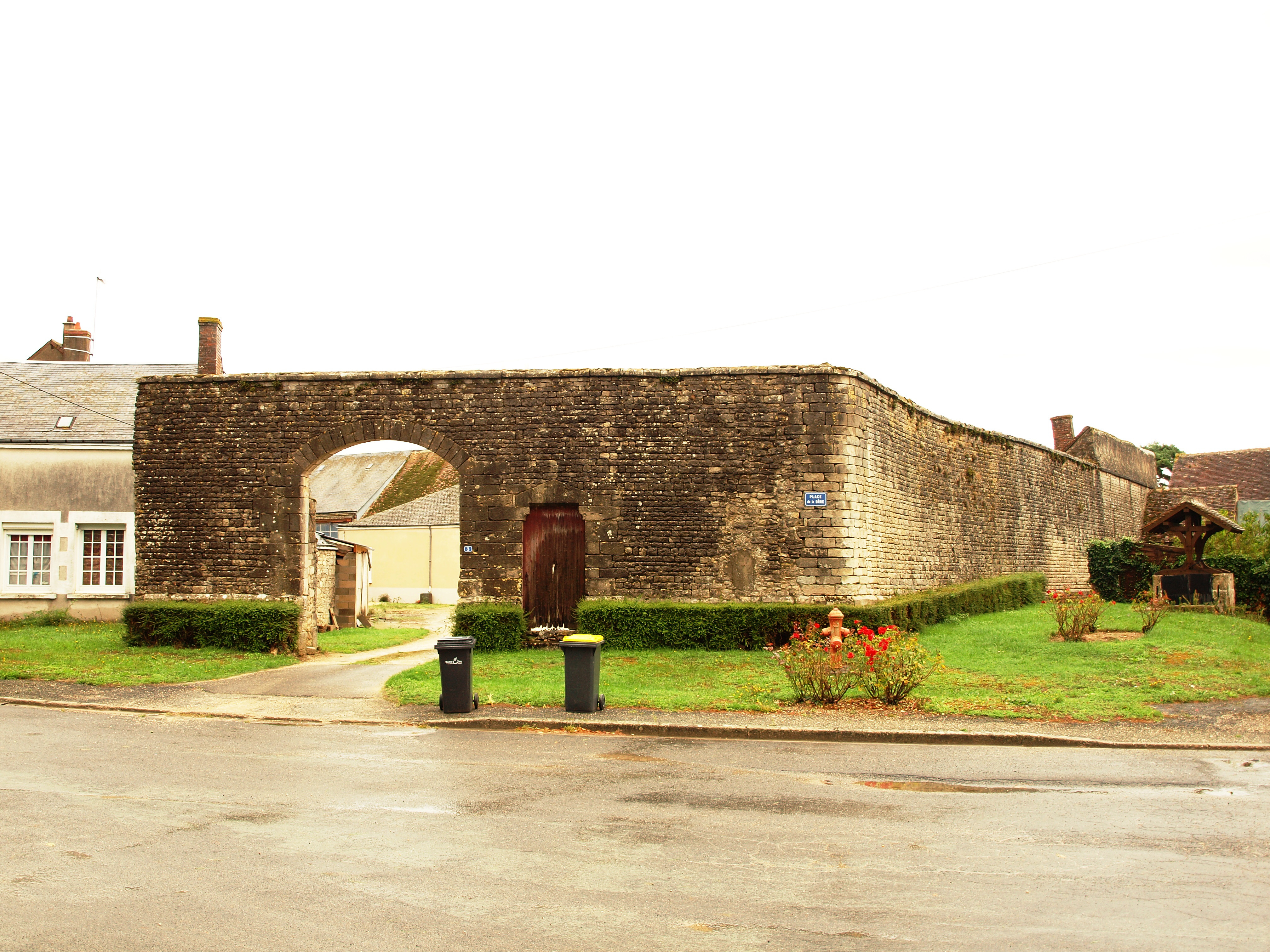
Vestiges de la Grange aux Dîmes, hameau de la Gahandière.

### Lieux et monuments
- Voie gallo-romaine dite voie de Jules César ou chemin de Chartres  Classée MH ( 1978)[12]
- Vestiges de l'abbaye de l'Aumône[3].
- L'église Saint-Martin[13].